# Institut supérieur de formation en sciences et technologies agroalimentaires et Génie Appliqué
Vous pouvez aider à l'améliorer ou bien discuter des problèmes sur sa page de discussion.
- Il contient une ou plusieurs listes. Le texte gagnerait à être rédigé sous la forme d’un ou plusieurs paragraphes synthétiques, afin d’être plus agréable à lire. (Marqué depuis février 2024)
- Son texte doit être wikifié : il ne correspond pas à la mise en forme Wikipédia (style, typographie, liens internes, liens entre les wikis, etc.). (Marqué depuis juillet 2024)
- Il n’est pas rédigé dans un style encyclopédique. (Marqué depuis février 2024)

L'Institut Supérieur de Formation en Technologie Agroalimentaire et Génie Appliqué (ISFORT), est un Institut d'Enseignement Supérieur Privé au Maroc.
L'Institut Supérieur est spécialisé dans les formations Postbac (Licence et Master) en Ingénierie Agroalimentaire, le Management de la Qualité / QHSE (Qualité, Hygiène, Sécurité, Environnement), et en Génie Appliqué (Intelligence artificielle et Marketing digital).

## Historique
Créé en 1994, l’Institut Supérieur de Formation en Sciences et Technologies Agroalimentaires et Génie Appliqué (ISFORT) est autorisé par le ministère de l’Enseignement supérieur, de la Recherche scientifique et de l’Innovation du Maroc. Depuis sa création, l’institut a formé plus de 2 500 lauréats, actifs dans divers secteurs d’activité au Maroc et à l’international.
En 1995, l’ISFORT crée le Laboratoire d’Analyses Alimentaires, Eaux et Environnement (LABOSFORT), accrédité selon la norme ISO/CEI 17025 et agréé par l’ONSSA. Ce laboratoire constitue une filiale scientifique et technique de l’institut.
En 1999, l’Agence canadienne de développement international finance un projet scientifique intitulé « Formation des formateurs marocains sur la norme HACCP (Hazard Analysis Critical Control Point) », portant sur l’analyse des risques et la maîtrise des points critiques dans l’industrie agroalimentaire.
En 2006, l’ISFORT organise en collaboration avec l’École nationale d’industrie laitière (ENIL) de Mamirolle, en France, les premières rencontres sur le thème « Mécanismes d’appui à l’innovation et au développement de la filière laitière marocaine ». Ce partenariat s’est poursuivi les années suivantes.
En 2012, l’institut organise les deuxièmes Rencontres franco-marocaines sur le thème « Expertise et savoir-faire comtois au service du secteur agroalimentaire marocain », en partenariat avec l’ENIL de Mamirolle, l’Université de Franche-Comté (Besançon), le Conseil de la Ville de Casablanca et le Conseil régional de Franche-Comté.
En 2017, ISFORT signe une convention de double diplomation avec l’Institut Supérieur de l’Environnement (ISE) de Paris, couvrant les cycles Licence/Bachelor et Master en environnement et développement durable,.
En 2022, l’institut met en place un programme de bourses d’études pour favoriser l’accès à la formation.
En 2024, l’établissement adopte officiellement le nom d’Institut Supérieur de Formation en Technologie Agroalimentaire et Génie Appliqué (ISFORT Maroc) et conclut un partenariat avec l’Institut polytechnique UniLaSalle.

## Formations
L'École Supérieure lSFORT est une école Postbac sur 3 et 5 ans d'études habilitée à délivrer le diplôme de Licence / Bac+3 et de Master / Bac+5 et le Cycle d’ingénieur dans les 5 pôles de compétence[réf. nécessaire].
- Sciences et Technologies Agroalimentaires
- Ingénierie du Management QHSE / Qualité, Hygiène, Sécurité et Environnement
- Agroalimentaire et Santé
- Management, Ingénierie et Droit de l'Environnement
- Intelligence Artificielle et Marketing digital.

Toutes les filières disponible à l'ISFORT sont accréditées par le Ministère de l'Enseignement supérieur, de la Recherche et de l'innovation.

## Équipement
L'ISFORT dispose de quatre laboratoires entièrement équipés :
- Laboratoire de Chimie et de Biochimie.
- Laboratoire de Biologie animale et végétale.
- Laboratoire de Physique.
- Laboratoire de Microbiologie.

## Vie étudiante

### Campus
L'ISFORT dispose d'un campus de 3500 M2, situé au centre de la ville de Casablanca sur la Rue Allal ben Abdellah.

### Associations
La vie associative au campus de l'ISFORT est articulée autour du Bureau des étudiants (BDE) et l’Association des lauréats qui organisent des manifestations culturelles, sportives et sociales à travers les différents clubs du groupe : média, humanitaire et sportif.